# Comuna Bucuria, Cahul
Bucuria este o comună din raionul Cahul, Republica Moldova. Cuprinde satele Bucuria și Tudorești.

## Demografie
Structură etnică
     moldoveni (74,92%)
     ucraineni (8,7%)
     ruși (5,46%)
     găgăuzi (1,78%)
     bulgari (8,7%)
     români (0%)
     evrei (0%)
     polonezi (0,11%)
     țigani (0,11%)
     alte etnii / nedeclarată (0,22%)
Conform datelor recensământului din 2004, populația localității este de 897 locuitori, dintre care 415 (46,27%) bărbați și 482 (53,73%) femei. Structura etnică a populației în cadrul localității arată astfel:
- moldoveni — 672;
- ucraineni — 78;
- ruși — 49;
- găgăuzi — 16;
- bulgari — 78;
- polonezi — 1;
- țigani — 1;
- altele / nedeclarată — 2.

## Administrație și politică
Componența Consiliului local Bucuria (9 consilieri), ales la 5 noiembrie 2023, este următoarea:
|  | Partid                                       | Consilieri | Componență | Componență | Componență | Componență |
|  | -------------------------------------------- | ---------- | ---------- | ---------- | ---------- | ---------- |
|  | Partidul Socialiștilor din Republica Moldova | 4          |            |            |            |            |
|  | Partidul Democrat Modern din Moldova         | 5          |            |            |            |            |